# لگ میسن

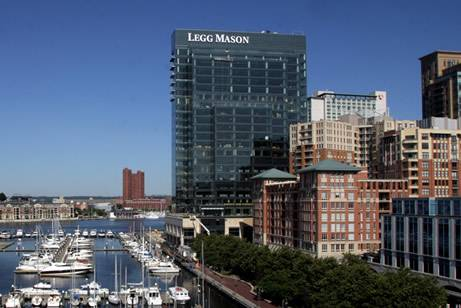
ساختمان مرکزی لگ میسن، در بالتیمور

لگ میسن (به انگلیسی: Legg Mason) شرکت سرمایه‌گذاری آمریکایی است، که تمرکز اصلی آن بر ارائه خدمات مدیریت سرمایه‌گذاری، مدیریت دارایی و مدیریت ثروت معطوف می‌باشد.
ریشه‌های تأسیس این شرکت به سال ۱۸۹۹ بازمی‌گردد، که جرج مکوبین اقدام به راه‌اندازی شرکت کارگزاری لگ اند کمپانی در بالتیمور نمود. شاخه دیگر این شرکت، کارگزاری بنام میسن اند کمپانی بود، که در سال ۱۹۶۲ توسط رینولد میسن، در نیوپورت نیوز، ویرجینیا تأسیس گردید.
شرکت لگ میسن در سال ۱۹۷۰ در پی ادغام لگ اند کمپانی و میسن اند کمپانی تأسیس شد. این شرکت هم‌اکنون با سرمایه تحت مدیریتی معادل ۶۹۵ میلیارد دلار، در رتبه ۲۰ از بزرگترین شرکت‌های مدیریت دارایی جهان قرار دارد.
دفتر مرکزی شرکت لگ میسن در شهر بالتیمور، مریلند مستقر می‌باشد و بخشی از سهام آن در بازار بورس نیویورک معامله می‌شود.